# Pueblo Lavalleja
Pueblo Lavalleja est une ville et une municipalité de l'Uruguay située dans le département de Salto. Sa population est de 1 049 habitants.

## Histoire
La ville a été fondée le 5 mars 1860.

## Population
| Année | Population |
| ----- | ---------- |
| 1963  | 178        |
| 1975  | 138        |
| 1985  | 249        |
| 1996  | 713        |
| 2004  | 1 049      |

,

## Gouvernement
Le maire de la ville est Wilson Sena.